# Noël Bas
François "Noël" Bas (Estrinquèls, Òlt, 25 de desembre de 1877 – Briva, 3 de juliol de 1960) va ser un gimnasta artístic francès que va competir a cavall del segle xix i el segle xx. El 1900 va prendre part en els Jocs Olímpics de París en el concurs individual de gimnàstica, en què guanyà la medalla de plata. Gustave Sandras guanyà l'or.